# Kinga Achruk
Kinga Achruk zd. Byzdra (ur. 9 stycznia 1989 w Puławach) – była polska piłkarka ręczna, reprezentantka kraju (w latach 2006–2022), grająca na pozycji rozgrywającej.

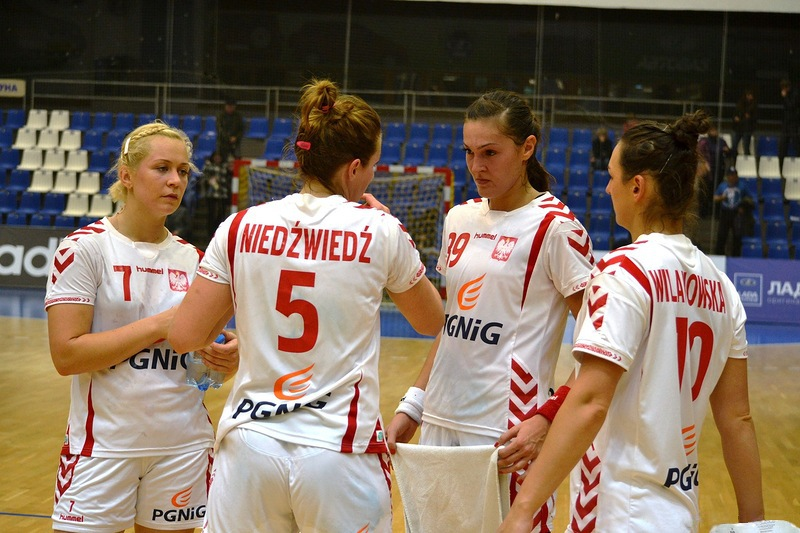
Joanna Dworaczyk (nr 7), Iwona Niedźwiedź (nr 5), Kinga Byzdra (nr 89), Lucyna Wilamowska (nr 10) w barwach reprezentacji Polski w 2011 roku.

## Kariera sportowa
Jest wychowanką JKS Jarosław (1997-1999), następnie występowała w UKS 5 Puławy (1999-2000), UKS Dwójka Lublin (2000-2002), Orliku Lublin (2002-2004), SMS Gliwice (2004-2008). Od sezonu 2008/2009 grała w Zagłębie Lubin, z którym sięgnęła po mistrzostwo Polski w 2011, czterokrotnie po wicemistrzostwo Polski (2009, 2010, 2012, 2013) oraz trzykrotnie zdobyła Puchar Polski (2009, 2011, 2013). Od sezonu 2013/14 występowała w czarnogórskiej Budućnosti Podgorica. Po 4 latach gry za granicą zawodniczka postanowiła wrócić do Polski i od sezonu 2017/2018 reprezentuje barwy MKS Lublin.
Z reprezentacją Polski juniorek wystąpiła w 2006 na otwartych mistrzostwach Europy (10. miejsce), z młodzieżową reprezentacją Polski w 2007 na młodzieżowych mistrzostwach Europy (13. miejsce). W reprezentacji Polski seniorek debiutowała 3 listopada 2006 w Rudzie Śląskiej w towarzyskim spotkaniu z Włoszkami (wygrana 37:23). W 2007, 2013 oraz 2015 wystąpiła na mistrzostwach świata, zajmując z drużyną odpowiednio 11. i dwukrotnie 4. miejsce. W marcu 2020 r. selekcjoner Arne Senstad włączył ją do sztabu reprezentacji Polski jako asystentkę, z uwagi na zawieszenie gry w kadrze z powodu urlopu macierzyńskiego.. Wystąpiła na mistrzostwach świata w 2021 i mistrzostwach Europy w 2022, po których zakończyła reprezentacyjną karierę. Łącznie w seniorskiej kadrze rozegrała 209 oficjalnych spotkań międzypaństwowych, zdobywając w nich 569 bramek.
16 lipca 2024 poinformowała o zakończeniu kariery zawodniczej.

## Życie prywatne
Jest córką byłej zawodniczki Montexu Lublin i Zagłębia Lubin Małgorzaty Byzdry oraz Jacka Byzdry, byłego szczypiornisty Wisły Puławy. W piłkę ręczną gra również jej siostra, Edyta (rocznik 2002). 27 czerwca 2015 wyszła za mąż za Łukasza Achruka, polskiego piłkarza ręcznego.

## Sukcesy
- Mistrzostwa Polski:
  -  (3x) (2011, 2018, 2019)
  -  (4x) (2009, 2010, 2012, 2013)
- Puchar Polski:
  -  (4x) (2009, 2011, 2013, 2018)
- Mistrzostwo Czarnogóry:
  -  (2x) (2014, 2015)
- Puchar Czarnogóry:
  -  (2x) (2014, 2015)
- Liga Regionalna:
  -  (3x) (2014, 2015, 2018)
- Liga Mistrzyń:
  -  (1x) (2015)
  -  (1x) (2014)